# Prosper Montagné
Prosper Montagné (14 de noviembre de 1865, Carcassonne, Francia – 22 de abril de 1948) fue un chef francés, autor de diversas obras sobre gastronomía. Es notable su aportación enciclopédica al Larousse gastronomique (1938). Está considerado, junto con Marie-Antoine Carême y Auguste Escoffier, uno de los pilares de la moderna cocina francesa.

## Biografía
Una vez abandonado el Lycée de Carcassonne, se hizo arquitecto, comprobando pronto que no era su profesión. Su padre adquirió el Hotel Quatre-Saisons en Toulouse, en el que pudo trabajar como chef. Obtuvo la Legión de Honor.

## Principales obras
- La Bonne Chère pas chère sans viande, París, Pierre Lafitte, 1918
- Le Grand Livre de la cuisine, préface de Henri Béraud, París, Flammarion, 1929
- Larousse gastronomique, París, Larousse, 1938
- Cuisine avec et sans tickets, París, Larousse, 1941
- Le Festin occitan, Villelongue d'Aude : Atelier du Gué, 1980